# Acronicta inclara
Acronicta inclara är en fjärilsart som beskrevs av Smith 1900. Acronicta inclara ingår i släktet Acronicta och familjen nattflyn. Inga underarter finns listade i Catalogue of Life.